# Château d'Albertas
Le château d'Albertas est un château situé à Gémenos, dans les Bouches-du-Rhône en France.

## Historique
En 1563, la famille d'Albertas acquièrent la seigneurie de Gémenos. 
Le château fait l’objet d’une inscription partielle au titre des monuments historiques depuis le 24 octobre 1927.

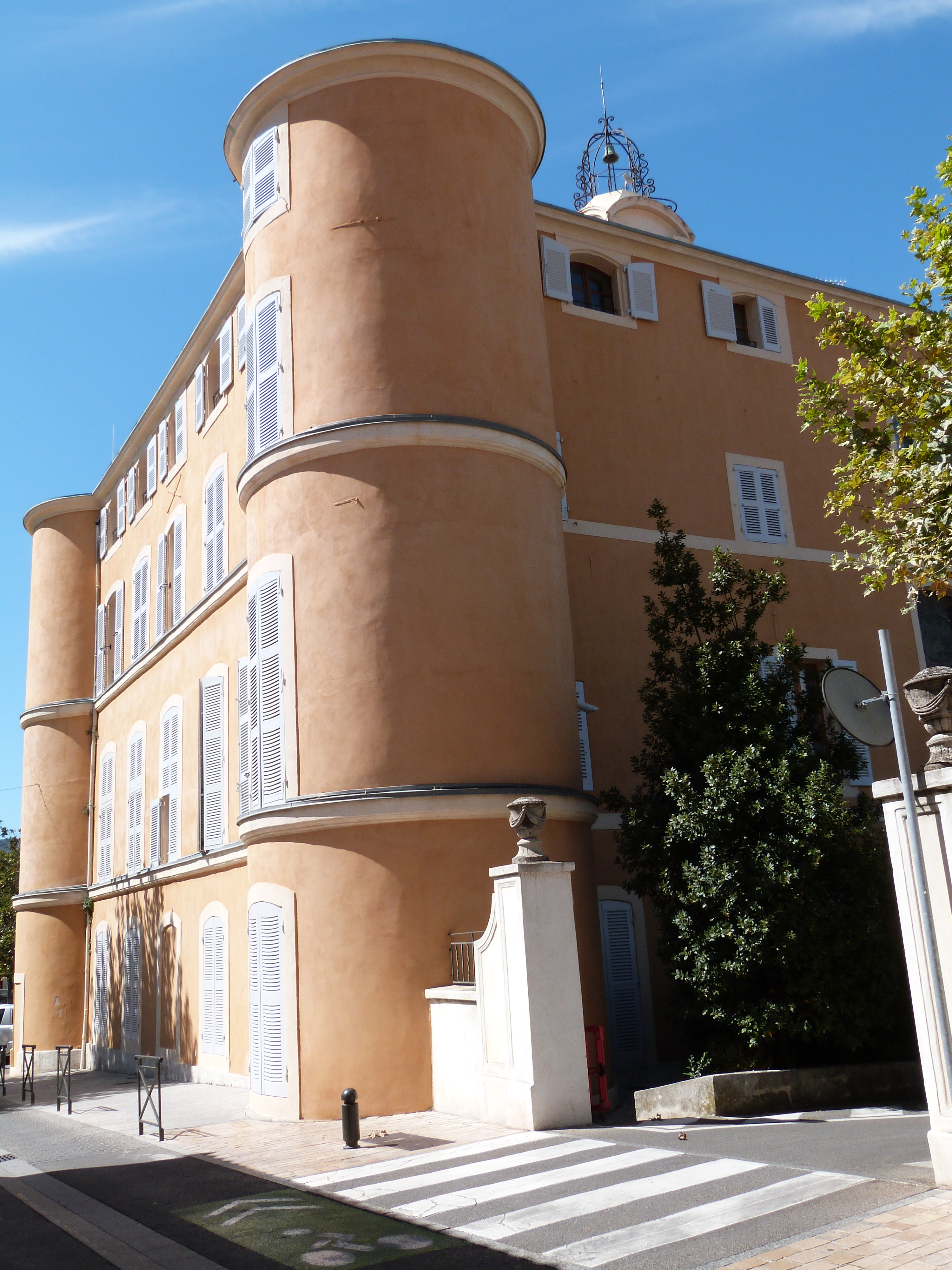
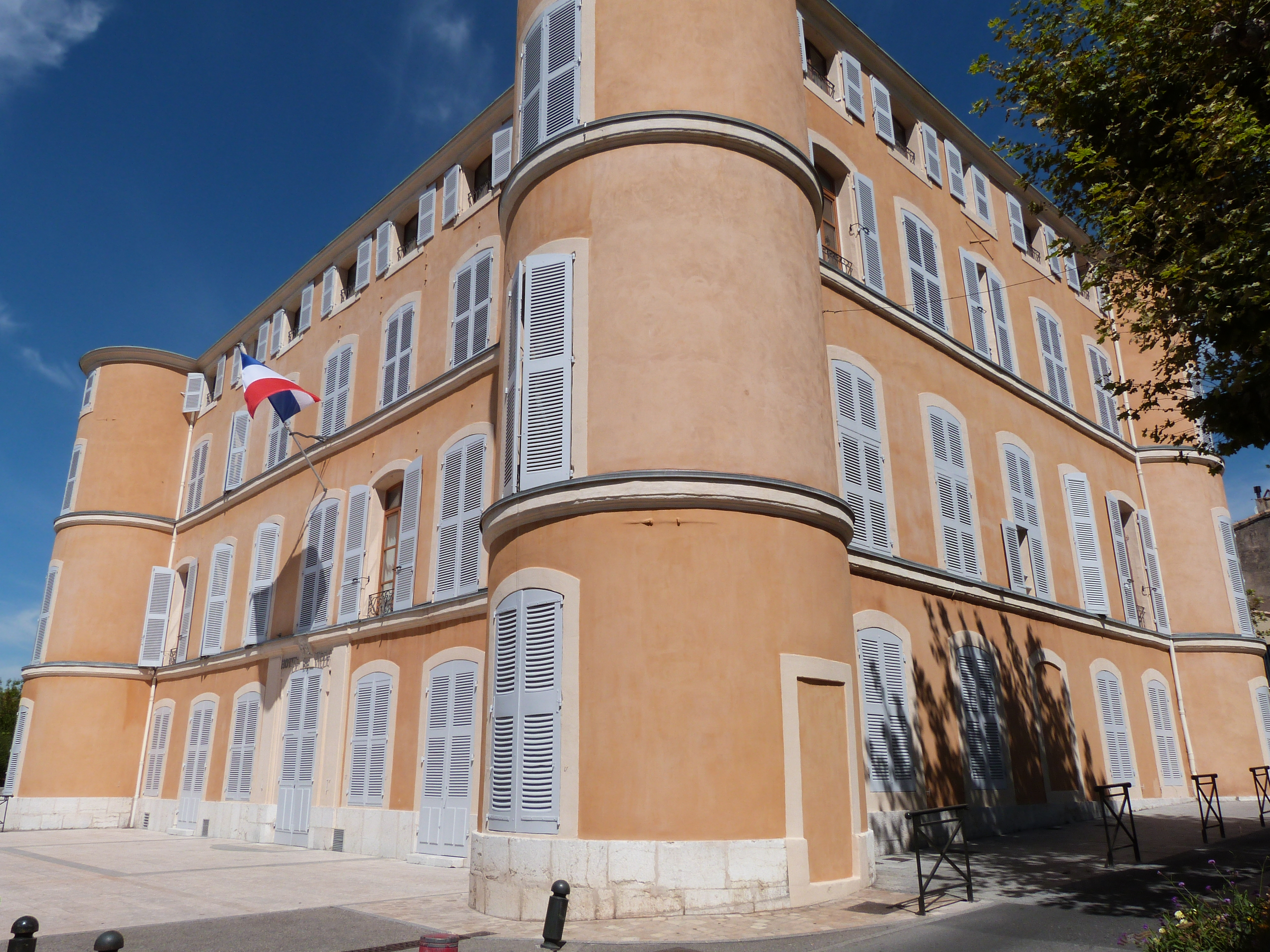
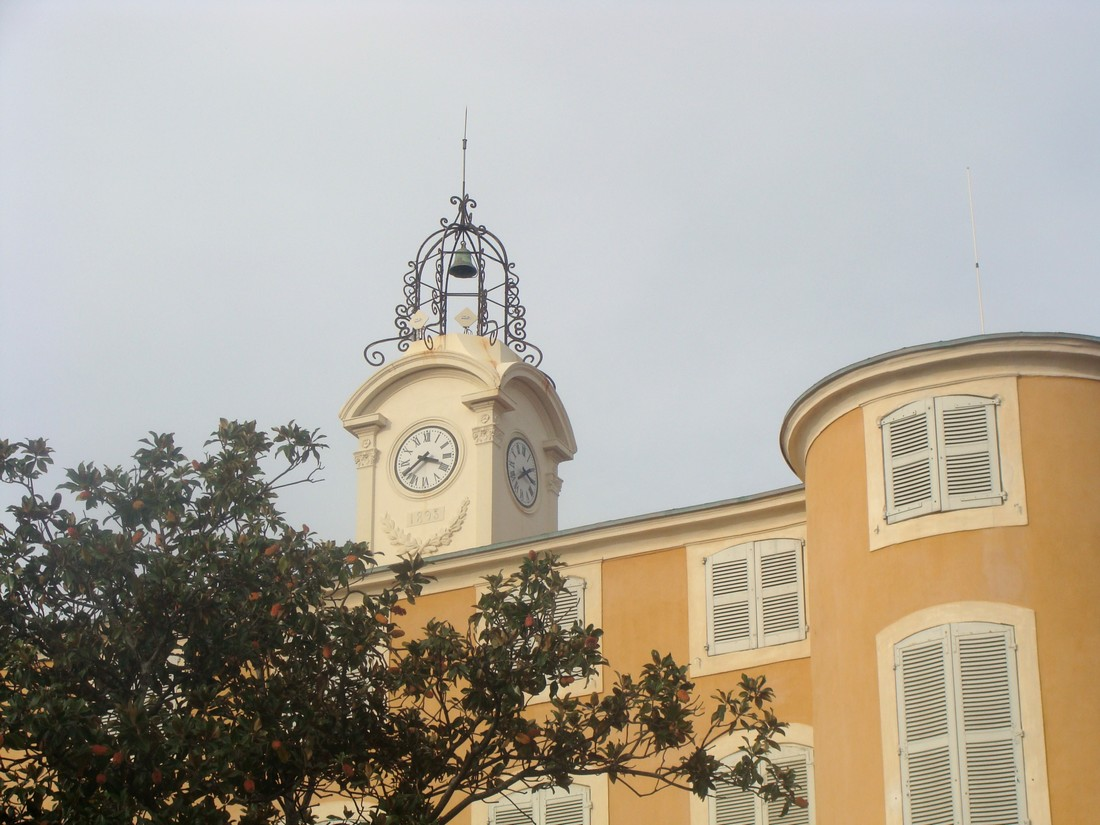
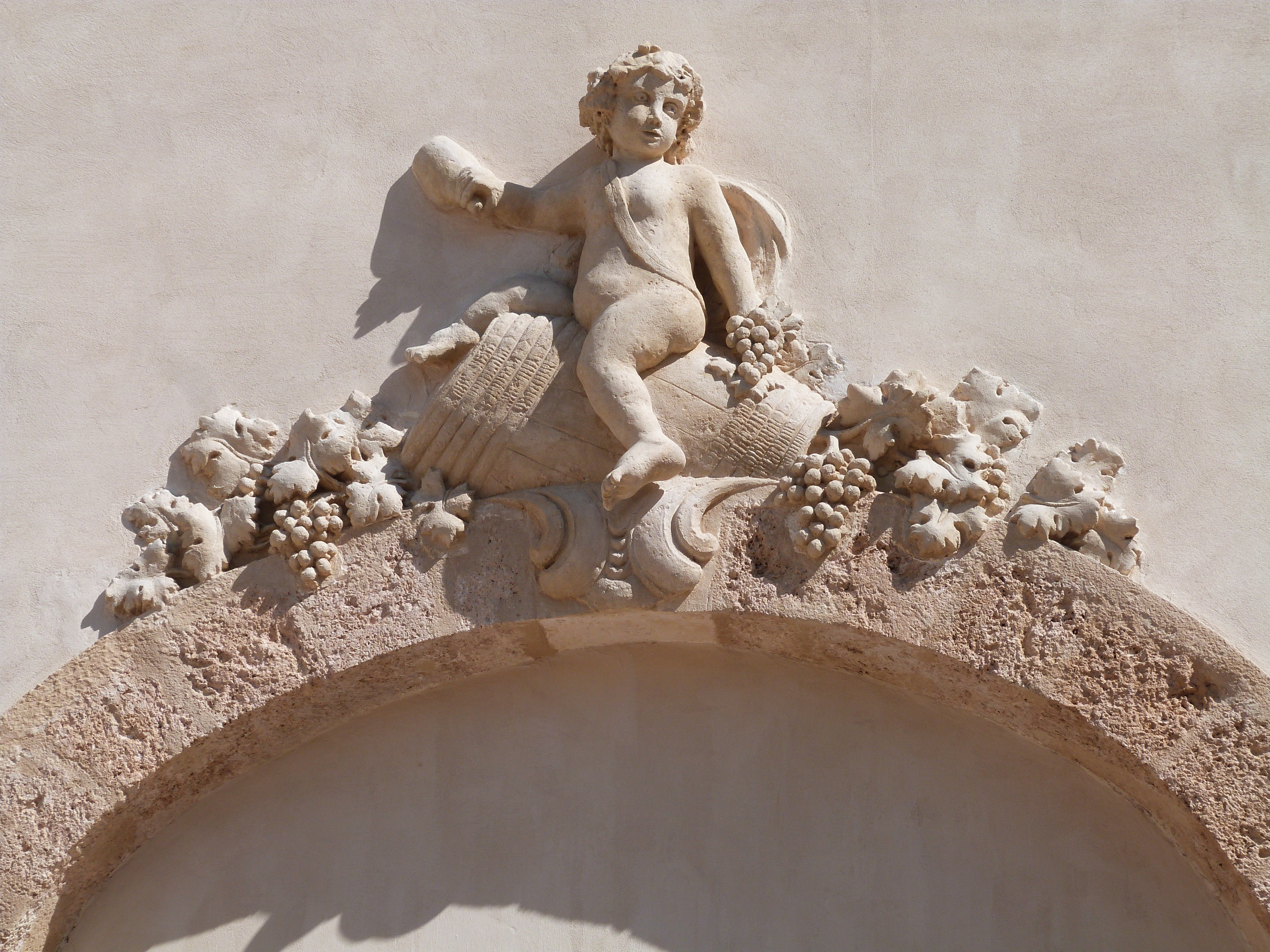